# Lagoa de Dentro
Lagoa de Dentro là một đô thị thuộc bang Paraíba, Brasil. Đô thị này có diện tích 84,505 km², dân số năm 2007 là 6912 người, mật độ 81,8 người/km².